# 1993 FH27
1993 FH27 är en asteroid i huvudbältet som upptäcktes den 21 mars 1993 av UESAC vid La Silla-observatoriet.
Asteroiden har en diameter på ungefär 9 kilometer.